# Féloe
Féloe (en griego, Φελλόα) es el nombre de una antigua ciudad griega de Acaya.
Pausanias la ubica a cuarenta estadios de Egira. Dice que era una ciudad antigua, de tiempos de los jonios, aunque poco famosa. Destaca como cultivo sus viñas y señala que en la parte pedregosa de su territorio abundaban las encinas y se practicaba la caza de ciervos y jabalíes. Disponía de agua en abundancia. Tenía como edificios de culto santuarios de Dioniso y de Ártemis con estatuas de ambos: la de Ártemis era de bronce y representaba a la diosa tomando una flecha del carcaj mientras la de Dioniso estaba adornada con cinabrio.